# Kalvarienbergkapelle (Sankt Veit an der Glan)

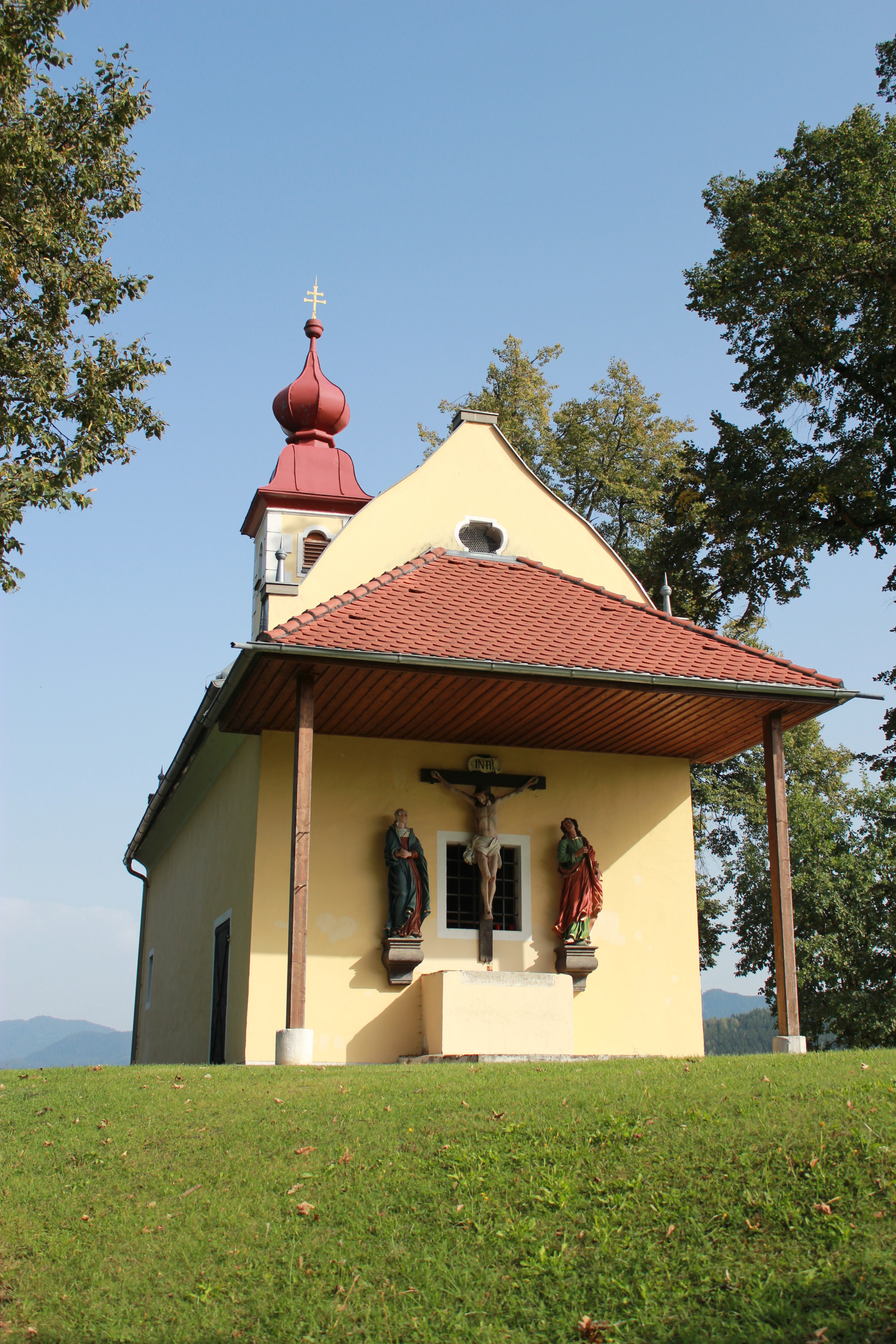
Kalvarienbergkapelle

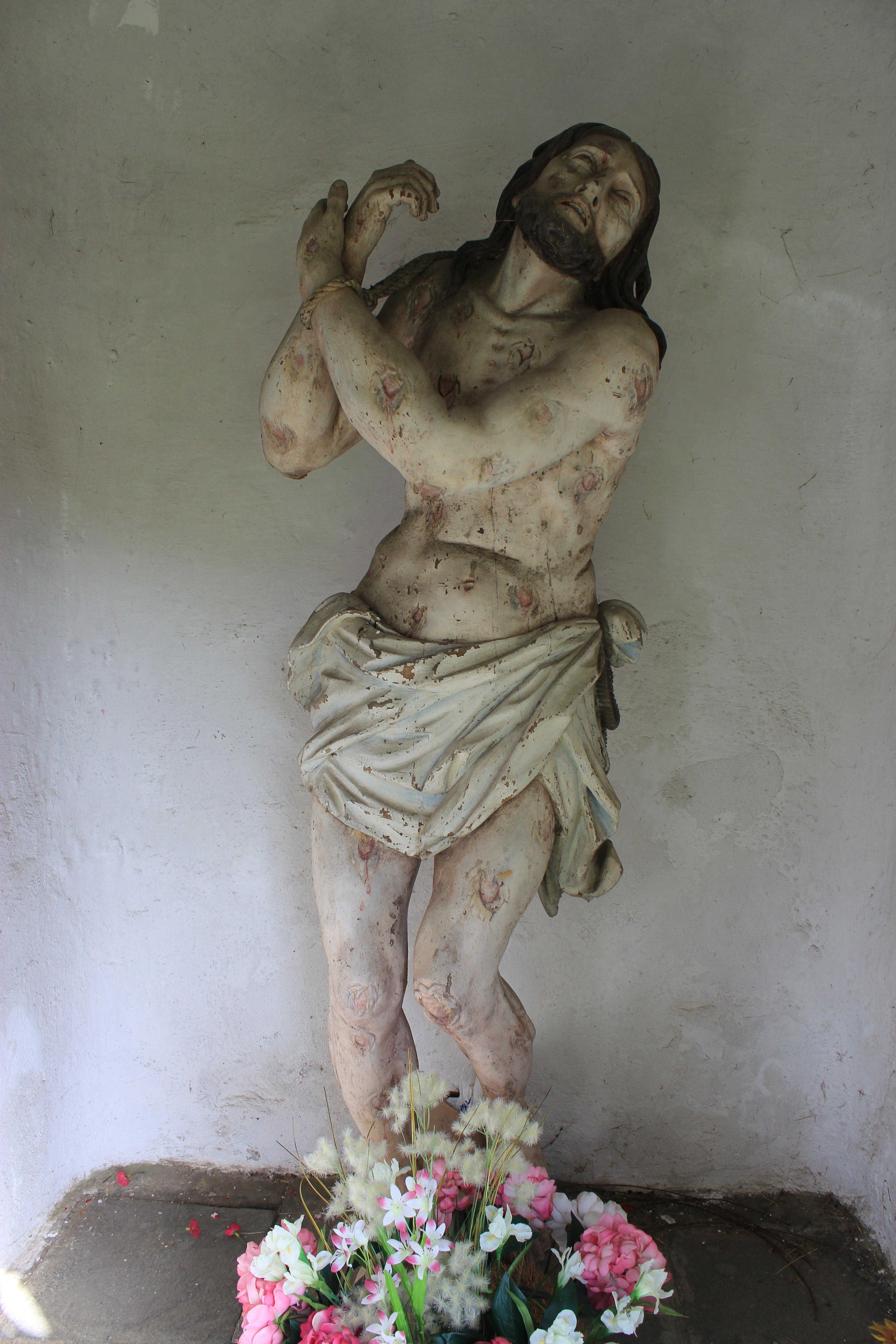
Schmerzensmann in Kreuzwegkapelle

Die Kalvarienbergkapelle Maria Loreto steht auf einem Hügel nordwestlich von Sankt Veit an der Glan. Der 1658 errichtete frühbarocke Bau wurde vom damaligen Bürgermeister Ruep Felsensteiner gestiftet. Er ist gemeinsam mit seiner Frau im Inneren der Kapelle begraben.

## Bauwerk
Der kleine rechteckige Bau mit schlichter Fassade besitzt auf beiden Stirnseiten geschweifte Giebeln. Das Steinplattldach ist von einem östlichen Dachreiter mit Zwiebelhelm bekrönt. An der Westseite steht unter einem hölzernen Vordach ein Altar mit einer Kreuzigungsgruppe von 1729 aus der Werkstatt von Johann Pacher. Die barocke Skulpturengruppe wurde vor etwa dreißig Jahren vom Dominikanerkonvent in Friesach erworben, nachdem die ursprüngliche Kreuzigungsgruppe Dieben zum Opfer fiel. Der Kirchenraum ist ein fensterloser Saalraum mit Tonnengewölbe, der an der Nord- und der Südseite durch Eisentüren betreten werden kann. Im Osten schließt eine kreuzgratgewölbte Sakristei an. 1990/91 wurde die original barocke Wandbemalung mit Ziegeldekor und Heiligenfiguren freigelegt.

## Einrichtung
Auf einem einfachen freistehenden Tabernakelaltar stehen die Figuren von Petrus und Paulus. Dahinter hängt an der Ostwand ein volkstümliches Gnadenbild, darüber eine Gnadenstuhlskulptur. Diese wurde, wie Statuen der Apostelfürsten, 1756 von Johann Pacher geschaffen. Zur Inneneinrichtung zählt weiter eine Schwarze Madonna, ein Orgelpositiv vom Anfang des 18. Jahrhunderts, sowie Gemälde aus der zweiten Hälfte des 17. Jahrhunderts, Maria Immaculata und Maria Himmelfahrt darstellend.

## Kreuzweg
Es ist nur mehr eine barocke Kreuzwegkapelle westlich der Kirche vorhanden. In ihr steht eine 1740/50 von Johann Pacher geschnitzte lebensgroße Schmerzensmannfigur. Der neue, 1972 aufgestellte Kreuzweg ist mit Bronzereliefs von Toni Rücker ausgestattet.